# Mikael Yourassowsky
Mikael Yourassowsky (Elsene, 26 februari 1983) is een Belgisch voetballer die als verdediger speelt.

## Carrière
Yourassowsky speelde in de jeugdopleiding bij RSC Anderlecht. In 1999 liep hij samen met Urko Pardo vier maanden stage bij FC Barcelona. Daar vielen beiden in de smaak bij Louis van Gaal maar voor Yourassowsky kwam het niet tot een transfer vanwege de gevraagde afkoopsom. In 2001 liep zijn contract bij Anderlecht af en stapte hij over naar RC Genk. In 2002 kwam hij in de jeugdopleiding van Boca Juniors in Argentinië. Daar speelde hij in 2004 twee wedstrijden in het eerste team maar raakte toen geblesseerd. In augustus 2005 werd zijn contract ontbonden en zou hij in Spanje bij Pontevedra CF gaan spelen. De afspraken werden nooit op papier gezet en, ondanks dat de clubsite hem in het seizoen 2005/06 als eerste elftal speler aanmerkte, tekende hij nooit bij de club.
Hij ging in Griekenland spelen bij achtereenvolgens AO Kerkyra, Ethnikos Asteras en Skoda Xanthi. In 2009 speelde hij kort in Mexico bij Atlético Mexiquense en daarna belandde hij in 2010 bij NK Rijeka. Na een periode zonder club gezeten te hebben tekende hij in maart 2011  een contract bij Toronto FC waarmee hij het Canadian Championship won. Sinds 1 januari 2012 is hij transfervrij. In januari 2015 vond hij in FCV Dender EH een nieuwe club tot het einde van het seizoen 2014/15.
Yourassowsky heeft een Russische overgrootvader. Zijn grootmoeder heeft Congolese roots.